# 阿瑪斯
阿瑪斯（A.H. Almaas），是哈彌·阿里（A. Hameed Ali，1944年—）的筆名，生於科威特，物理學家、作家、靈性導師、超個人心理學家、整合心理學家，書寫及教導關於以現代心理學為基礎的靈性開展，並將此治療與轉化稱為「鑽石途徑」。

## 中文出版書籍
- 《鑽石途徑Ⅰ：現代心理學與靈修的整合》（Diamond Heart Book One: Elements of the real in man），2004年，繁體中文版由心靈工坊出版，ISBN 986-757-412-5
- 《鑽石途徑II：存在與自由》（Diamond Heart Book Two: The Freedom To Be），2004年，繁體中文版由心靈工坊出版，ISBN 986-757-431-1
- 《鑽石途徑III：探索真相的火焰》（Diamond Heart Book Three: Being and the Meaning of Life），2005年，繁體中文版由心靈工坊出版，ISBN 986-757-438-9
- 《鑽石途徑IV︰無可摧毀的純真》（Diamond Heart Book Four: Indestructible Innocence），2009年，繁體中文版由心靈工坊出版，ISBN 978-986-678-251-0
- 《璀璨的暗夜之旅：鑽石途徑之父阿瑪斯的開悟自傳》（Luminous Night’s Journey: an autobiographical fragment），2012年，繁體中文版由心靈工坊出版，ISBN 978-986-611-259-1

## 外部連結
- The Diamond Approach （页面存档备份，存于）